# 南薰礁案件
南薰礁案件，发生于1990年11月7日前若干天的一宗未破案件，截至目前未有官方消息披露。

## 案发
1990年11月7日，中国人民解放军海军南沙指挥部发现与南薰礁失去无线电联络。情况上报后，南海舰队马上调派船前往查看。中国人民解放军海军陆战队某部驻守南薰礁官兵被发现死于谋杀或失踪。当时礁上应有11人（编内12人，战士徐会平由于烫伤到永暑礁治疗），现场查看发现5具尸体，6人失踪，失踪人员包括礁长张效忠、副礁长、通讯员等，媒体总结为均是有对外通讯能力者。据非官方报道，现场发现多处弹孔，珊瑚礁水下打捞起几只解放军制式步枪，未发现外国枪械或有关证据。并有说法称，死亡士兵均为一枪毙命，非慌乱中的枪击。据称，六名死亡士兵被列为烈士，但五名失踪士兵未被列入。失踪士兵自此再无音讯。

## 推测与后事
关于此案件的真相一直未揭开，社会有多种推测。如越南偷袭说——认为是越南军方对之前冲突落败心怀怨念蓄意偷袭；及内讧说——认为是驻守部队形成对立省籍团体（安徽、四川）最终引发内讧冲突。
中国大陆媒体仅曾对此地提到“这片海域长眠着为国捐躯的烈士。”
事发18年后，失踪者之一的周志衡的弟弟周凯要求将其兄定为烈士曾引发争议。